# Факоматозы
Факомато́зы (phacomatoses; греч. phakos — чечевица, родимое пятно + -ōma + -ōsis) — группа наследственных, прогрессирующих заболеваний, характеризующихся сочетанным поражением кожи, глаз, нервной системы и внутренних органов. Развиваются в раннем детском возрасте, иногда обнаруживаются при рождении. Важным симптомом факоматозов является наличие пигментных пятен на коже или сетчатке глаза.